# Ват Чалонг

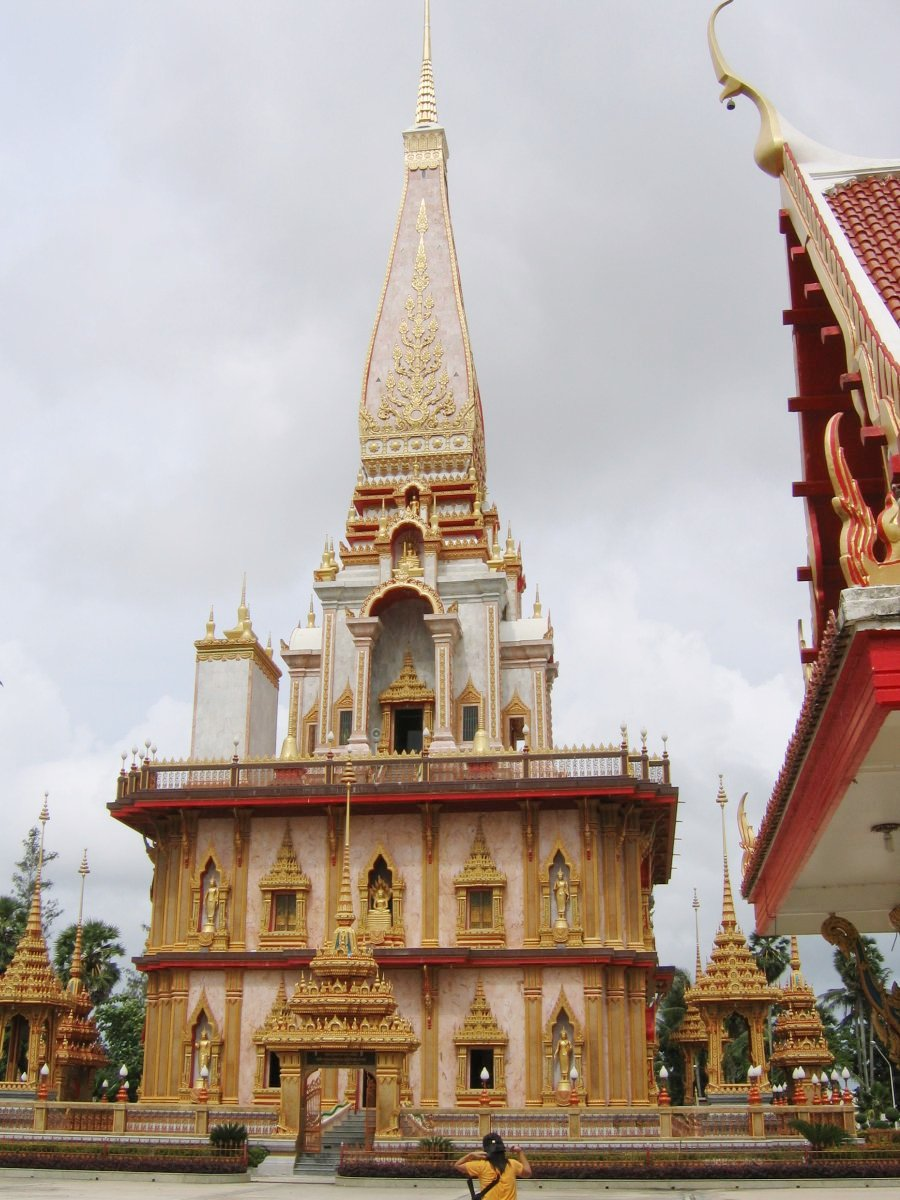
Пагода при храме Ват Чалонг

Ват Чалонг (тайск. วัดไชยธาราราม) — один из трех десятков буддистских храмов Пхукета.
Полное название храма — Ват Чайятарарам. Находится в южной части острова в районе (тамбоне) Чалонг, в 10 км к югу от Пхукет-тауна.

## История
Дата основания точно неизвестна, первое письменное упоминание относится к 1837 году, когда монастырь перестраивался. Первоначально храм находился в северной части современной территории комплекса.
В 1846 году монастырь получил королевский статус и официальное имя Ват Чайятарарам. Известность храм приобрел благодаря Луанг Пхо Чему — сначала монаху, а потом и настоятелю монастыря (с 1876 года и до самой своей смерти в 1908 г), талантливому лекарю и костоправу. Сегодня монастырь является основным местом паломничества тайцев на острове.

## Здания и сооружения
На территории монастыря находится несколько построек (вихар, убосотов, монтопов) и павильонов (сала), которые были перестроены в соответствии с нормами создания буддистских построек архитектором Пхра Маха Фуанг Сучанонато, ставшим настоятелем в 1978 г.

### Чеди (ступа) Пхра Махатхат (Phra Mahathat Chedi)
Строилась ступа в 1999—2001 гг. для хранения праха Будды, фрагмента ключицы, подаренного королю Таиланда Раме IX правительством Шри-Ланки в 1999 году на 72-летие.

### Убосот
Главный храм монастыря, собственно ват Чалонг, в котором проводятся все обряды. Храм не доступен для посетителей, только для монахов и исключительно на период проведения служб. Все остальное время убосот закрыт.

### Крестообразнаявихара
Павильон, в котором находятся статуи трёх самых почитаемых монахов храма — Луанг Пхо Чема, Луанг Пхо Чуанга и Луан Пхо Глуама. Первые двое из них известны как великолепные врачи-травники и костоправы. Перед вихарой установлена бетонная статуя слона в полный рост. По поверию, если потереть живот статуи, это принесет удачу.

### Жилище настоятеля (кути)
Единое здание, в котором находится келья настоятеля и административные помещения храма. Здесь хранится посох Луанг Пхо Чема.

### Крематорий и зал прощания
В зале прощания устанавливается гроб с телом умершего, после чего проводится обряд прощания (в соседнем павильоне). Затем гроб переносят собственно внутрь крематория и сжигают в печи, которая и занимает 90 % его площади. Притом, что вместе с монахами и остальными людьми кремировали ещё слонов, так как в Таиланде слоны-священные животные, и тайцы почитают их наравне с человеком.

### КутиЛуанг Пхо Чема
Строение из темного дерева на сваях, в котором жил Луанг Пхо Чем в тот период, когда был настоятелем монастыря. Дом был восстановлен в соответствии с сохранившимися фотографиями, изначальная постройка до наших дней не дошла.

## Жизнь монастыря
Ежегодно в Вате Чалонг проводится ярмарка. Время её проведения изменяется год от года.